# Sarnya Parker

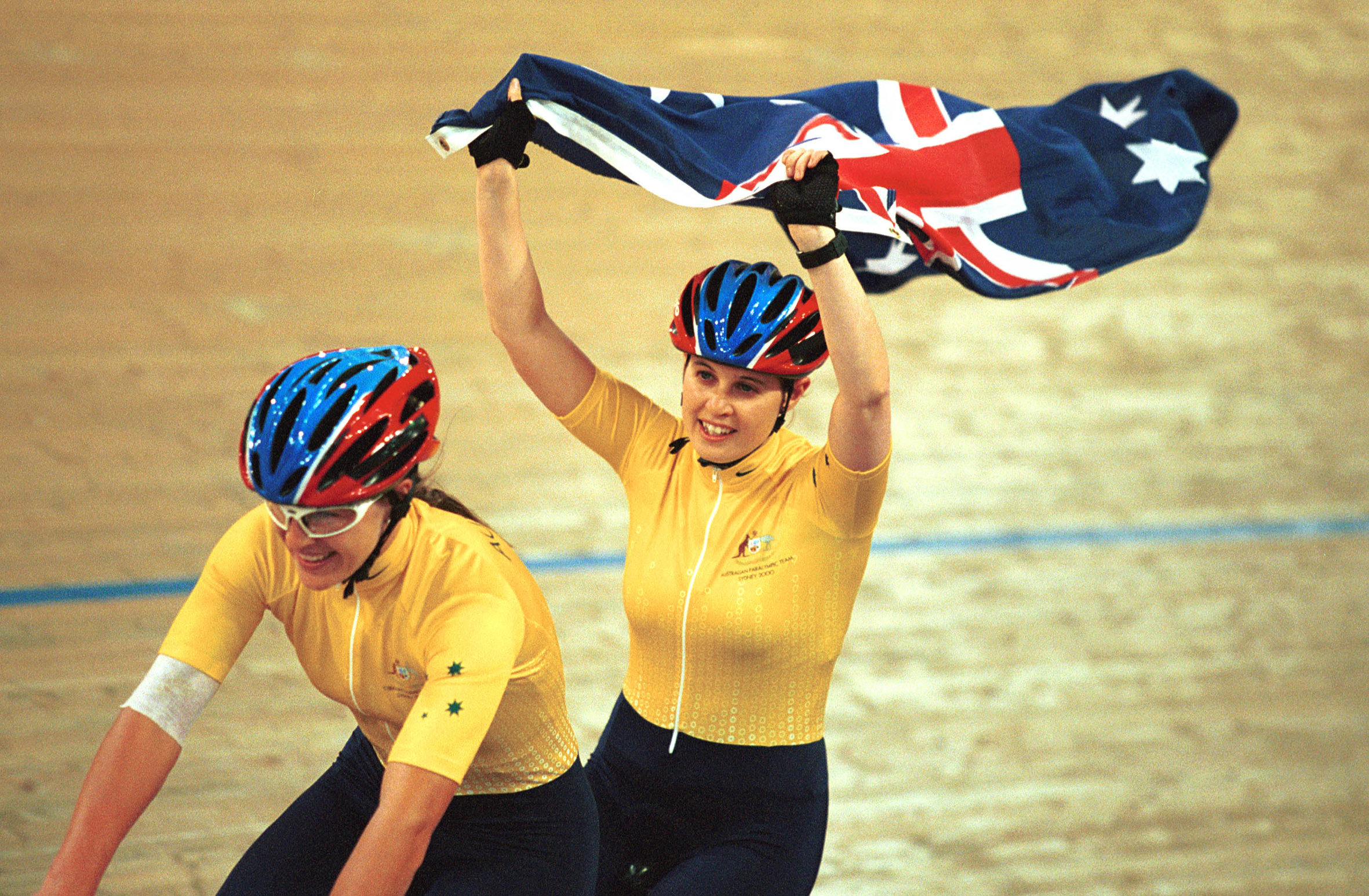
Parker fa ondeggiare la bandiera australiana a Sydney 2000 dopo aver vinto la medaglia d'oro nella prova tandem open individuale

Sarnya Marie Parker (Loxton, 6 giugno 1975) è un'ex paraciclista australiana.

## Biografia
Ipovedente, Sarnya Parker è nata a Loxton, Australia meridionale. Prima di prendere parte alle gare di ciclismo in tandem, è stata tra le dieci migliori australiane nel pentathlon. Nel 1999, vince la medaglia d'oro nel salto in lungo ai Giochi FESPIC (Giochi per disabili dell'estremo Oriente e Sud Pacifico).
Diciotto mesi prima dei Giochi paralimpici di Sydney 2000, il paralimpico ipovedente Kieran Modra la convinse a passare dall'atletica leggera al ciclismo. Così, la sorella di lui, Tania Modra, divenne la sua pilota nel ciclismo in tandem. A Sydney, le due ragazze conquistarono due medaglie d'oro paralimpiche nella gara da un chilometro su pista e 3000 metri pursuit. Grazie a queste vittorie, la Parker ricevé la Medaglia dell'Ordine dell'Australia e, nello stesso anno, anche la Medaglia dello sport australiano.
La Parker può vantare nel suo palmarès anche tre medaglie d'oro e una medaglia d'argento conquistate ai mondiali di paraciclismo del 2002. Nel 2009, le è stato dedicato un sentiero sul lungofiume di Loxton.

## Palmarès
| Anno | Manifestazione     | Sede   | Evento                   | Risultato | Prestazione | Note |
| ---- | ------------------ | ------ | ------------------------ | --------- | ----------- | ---- |
| 2000 | Giochi paralimpici | Sydney | 1 km a cronometro tandem | Oro       |             |      |
| 2000 | Giochi paralimpici | Sydney | Tandem open individuale  | Oro       |             |      |